# Margaret Whiting

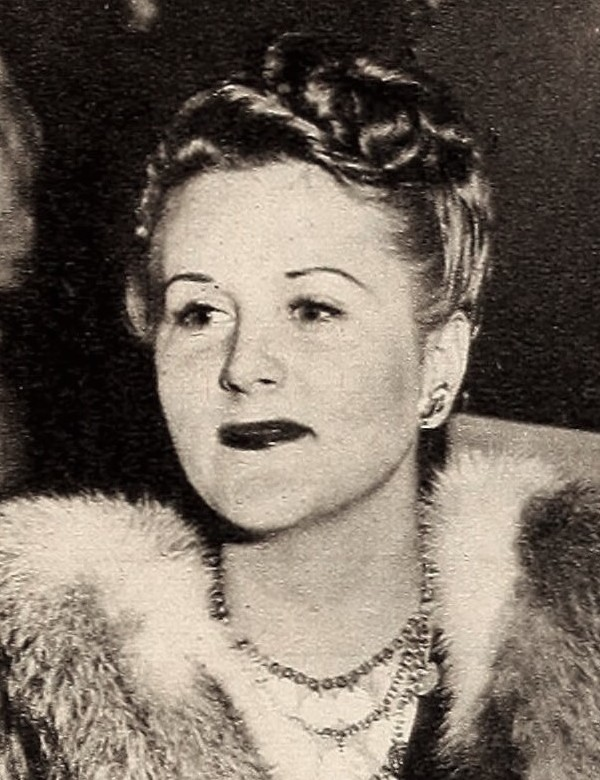
Margaret Whiting in 1946

Margaret Eleanor Whiting (Detroit 22 juli 1924 – Englewood 10 januari 2011) was een Amerikaanse zangeres van populaire muziek en country. Haar vader was liedcomponist en schreef onder meer de klassiekers Hooray for Hollywood, Ain't We Got Fun?, en On the Good Ship Lollipop. Haar zuster Barbara Whiting, was actrice. Een tante van haar, Margaret Young, was zangeres in de jaren 20.

## Carrière
Mensen in Whitings omgeving merkten haar talent voor zingen op. In 1942 kreeg ze al een platencontract bij Capitol Records. Ze zong met diverse bekende orkesten, zoals Freddie Slack and His Orchestra (1942), Billy Butterfield's Orchestra (1943) en Paul Weston and His Orchestra.
Ze maakte opnames als All Through the Day (1945), In Love in Vain (1945), Guilty (1946), Baby, It's Cold Outside (duet met Johnny Mercer, 1949) en Silver Bells (duet met Jimmy Wakely, 1951). Haar grootste hit was The Wheel of Hurt in 1966, die in de Easy Listening singles chart op de eerste plaats kwam.
Whiting werkte samen met musici als Buddy Bregman, Frank DeVol, Russell Garcia, Johnny Mandel, Billy May, Marty Paich, Nelson Riddle, Pete Rugolo, and Paul Weston. Ze was veel op de radio te horen en had samen met haar zuster Barbara tussen 1955 en 1957 een tv-comedy: Those Whiting Girls.
Tot op hoge leeftijd verscheen ze in tv-shows en bij radio-optredens. Whiting was viermaal getrouwd.
- Bibsys: 2104385
- Biblioteca Nacional de España: XX4615524
- Bibliothèque nationale de France: cb139537375 (data)
- Gemeinsame Normdatei: 133679217
- International Standard Name Identifier: 0000 0001 0890 2680
- Library of Congress Control Number: n83152877
- Nationale Bibliotheek van Letland: 000070282
- MusicBrainz: dcda6ece-8cca-4d98-9785-2d5e9b07be80
- Nationale Bibliotheek van Israël: 987007324793705171
- Nationale Bibliotheek van Polen: a0000003517095
- SNAC: w65t4pgq
- Virtual International Authority File: 39568113
- WorldCat: E39PBJfcQ9GYwfgYd6jBJhQjG3